# Webster Groves
Webster Groves è un comune degli Stati Uniti d'America situato nell'area metropolitana di St. Louis, nella contea di St. Louis del Missouri. 
Il nome della comunità è un omaggio al politico Daniel Webster.
Vi è situata la Webster University.